# Matías Kulfas
Matías Sebastián Kulfas (Buenos Aires, 8 de abril de 1972) es un economista, académico, investigador, escritor y profesor universitario argentino que fue ministro de Desarrollo Productivo de la Nación desde el 10 de diciembre de 2019 hasta el 6 de junio de 2022, en el gobierno de Alberto Fernández. Se desempeñó como subsecretario de la Pequeña y Mediana Empresa y Desarrollo Regional (2006-2007), director del Banco de la Nación Argentina (2008-2012) y gerente General del Banco Central de la República Argentina (2012-2013).

## Biografía

### Formación y trayectoria académica
Matías Kulfas se recibió de Licenciado en Economía en la Universidad de Buenos Aires en 1995. Obtuvo el título de Magíster en Economía Política por la Facultad Latinoamericana de Ciencias Sociales (FLACSO) y el de Doctor en Ciencias Sociales de la misma casa de estudios. Fue investigador de esa facultad entre 1999 y 2006. Desde 2005, es titular adjunto de la cátedra de Estructura Económica Argentina en la Facultad de Ciencias Económicas de la Universidad de Buenos Aires y titular de la asignatura Desarrollo Económico de la Universidad Nacional de San Martín.

### Trayectoria como funcionario público
Inició su carrera en la administración pública en el Ministerio de Economía, Obras y Servicios Públicos de Argentina, siendo consultor de la Secretaría de Programación Económica (1994-1995) y de la Dirección Nacional de Cuentas Internacionales (1995-1996). Director del Banco de la Nación Argentina (2008-2012) y Gerente General del Banco Central de la República Argentina (2012-2013). Se desempeña como docente en la UBA y en la carrera de economía de la Escuela de Economía y Negocios de la UNSAM. En esta entidad, fue consultor de la Dirección Nacional de Cuentas Internacionales en la elaboración de la balanza de pagos de la Argentina (1995-1996), habiéndose desempeñado con anterioridad como consultor de la Secretaría de Programación Económica (1994-1995).
Entre 2000 y 2003, estuvo al frente del Centro de Estudios para el Desarrollo Económico Metropolitano (CEDEM), dependiente de la Secretaría de Desarrollo Económico del Gobierno de la Ciudad de Buenos Aires, y fue asesor económico de la Secretaría de Desarrollo Económico del Gobierno de la Ciudad de Buenos Aires. En ese contexto elaboró el dosier "La Ciudad Produce y Exporta" en noviembre del 2002. En 2004, ingresó al Banco Ciudad de Buenos Aires, donde se desempeñó como Gerente de Estudios Económicos y asesor económico de la presidencia.
Durante la presidencia de Néstor Kirchner, fue designado subsecretario de la Pequeña y Mediana Empresa y Desarrollo Regional del Ministerio de Economía y Producción de la Nación cargo que ocupó entre 2006 y 2008. Publicó más de 90 trabajos académicos incluyendo libros, documentos de trabajo, artículos en revistas académicas y profesionales y ponencias en congresos y reuniones profesionales.
Fundó en 2008 la Asociación de Economía para el Desarrollo de la Argentina (AEDA), una usina de economistas argentinos para el desarrollo productivo. Entre 2008 y 2012 pasó a integrar el directorio del Banco de la Nación Argentina, presidido en ese período por Mercedes Marcó del Pont y Juan Carlos Fábrega
Desde esta entidad impulsó el lanzamiento de la Línea de Financiamiento de Inversiones de Actividades Productivas para las Pymes logrando otorgar crédito al sector por un total de 5.000 millones de pesos -por entonces equivalente a 1.600 millones de dólares. Durante su paso por el Banco Nación se consolidó como líder en el financiamiento productivo del país.

Entre 2012 y 2013 fue gerente General del Banco Central de la República Argentina.
En diciembre de 2017, se crea el Grupo Callao, un think thank peronista liderado por Alberto Fernández y Santiago Cafiero, al cual se integra Kulfas, junto con Cecilia Todesca, Fernando Peirano, Guillermo Justo Chaves, entre otros.

### Ministro de Desarrollo Productivo (2019-2022)
En mayo de 2019, tras el anuncio de la candidatura de Alberto Fernández a presidente de la Nación por el Frente de Todos, Kulfas es nombrado referente económico del candidato, junto con Guillermo Nielsen y Cecilia Todesca. El 6 de diciembre de 2019 se oficializa su designación como Ministro de Desarrollo Productivo, cargo que asume el 10 de diciembre.
A causa de epidemia por coronavirus, el Ministerio de Desarrollo Productivo junto al de Trabajo dispusieron la creación del programa de Asistencia de Emergencia al Trabajo y la Producción (ATP) y del Ingreso Familiar de Emergencia (IFE). Con el primero se establecieron ayudas a las empresas para el pago de salarios mientras que el segundo apuntó a monotributistas de las categorías más bajas. Su objetivo fue el mitigar la caída económica y garantizar el sostenimiento del empleo privado durante la pandemia por coronavirus. También se dispuso una canasta de 2000 productos con precios máximos.
El 8 de junio de 2020 anuncia junto al presidente de la Nación la intervención de la empresa cerealera Vicentín y el envío al Congreso Nacional de un proyecto para su estatización. La empresa se había declarado en una situación de "estrés financiero" en diciembre de 2019 debido a que adeudaba 1350 millones de dólares, principalmente al Banco Nación.

#### Actualidad
El 4 de junio de 2022 el presidente Fernández le solicitó su renuncia. siendo efectiva seis días después 

Desde 2022 volvió a la docencia dirigiendo  el Doctorado en Ciencias Económicas de la Escuela de Economía y Negocios de la Unsam.

## Publicaciones
- Postales de la Argentina productiva (2009)
- Las PyMEs y el desarrollo (2011)
- Los tres kirchnerismos (2016)
- Pensar la economía Argentina (2018)
- Un Peronismo para el siglo XXI (2023)

## Controversias
Durante su gestión como ministro de Desarrollo Productivo, Matías Kulfas protagonizó una controversia que derivó en su renuncia. En junio de 2022, se filtró un informe "off the record" distribuido por su cartera que cuestionaba a "funcionarios de Cristina Kirchner" por supuestas irregularidades en la licitación del gasoducto Néstor Kirchner, adjudicada a la empresa Techint. El mensaje generó una fuerte reacción por parte de la vicepresidenta, quien denunció ataques "sin dar la cara, en off, mintiendo y utilizando periodistas".
El presidente Alberto Fernández respaldó públicamente a la vicepresidenta y calificó el episodio como "éticamente reprochable", añadiendo: "No avalo esos procedimientos". Poco después, le solicitó la renuncia, que fue presentada y aceptada el 6 de junio de 2022.